# Омаха (Техас)
Омаха (англ. Omaha) — місто (англ. city) в США, в окрузі Морріс штату Техас. Населення — 936 осіб (2020).

## Географія
Омаха розташована за координатами 33°10′58″ пн. ш. 94°44′19″ зх. д. / 33.18278° пн. ш. 94.73861° зх. д. (33.182746, -94.738515).  За даними Бюро перепису населення США в 2010 році місто мало площу 3,78 км², з яких 3,76 км² — суходіл та 0,02 км² — водойми.

## Демографія
Згідно з переписом 2010 року, у місті мешкала 1021 особа в 409 домогосподарствах у складі 276 родин. Густота населення становила 270 осіб/км².  Було 450 помешкань (119/км²).
Расовий склад населення:
| - 77,2 % — білих - 15,8 % — чорних або афроамериканців - 0,7 % — азіатів - 0,5 % — корінних американців - 3,3 % — осіб інших рас |

До двох чи більше рас належало 2,5 %. Частка іспаномовних становила 6,2 % від усіх жителів.
За віковим діапазоном населення розподілялося таким чином: 24,4 % — особи молодші 18 років, 52,8 % — особи у віці 18—64 років, 22,8 % — особи у віці 65 років та старші. Медіана віку мешканця становила 41,8 року. На 100 осіб жіночої статі у місті припадало 77,3 чоловіків;  на 100 жінок у віці від 18 років та старших — 75,1 чоловіків також старших 18 років.
Середній дохід на одне домашнє господарство  становив 46 646 доларів США (медіана — 35 238), а середній дохід на одну сім'ю — 57 415 доларів (медіана — 55 366). Медіана доходів становила 36 923 долари для чоловіків та 35 833 долари для жінок. За межею бідності перебувало 18,2 % осіб, у тому числі 28,7 % дітей у віці до 18 років та 21,4 % осіб у віці 65 років та старших.
Цивільне працевлаштоване населення становило 346 осіб. Основні галузі зайнятості: освіта, охорона здоров'я та соціальна допомога — 41,3 %, виробництво — 13,9 %, роздрібна торгівля — 11,6 %, публічна адміністрація — 11,0 %.